# Empire State of Mind
Empire State of Mind – singel amerykańskiego rapera Jaya-Z, z udziałem piosenkarki soulowej i R&B Alicii Keys. Został wydany jako trzeci singel z 11 płyty Jaya-Z. Piosenka jest odą do rodzinnego miasta obojga artystów – Nowego Jorku. Utwór został okrzyknięty mianem hymnu Nowego Jorku.

## Wykonanie
„Empire State of Mind” został wykonany przez Jay-Z i Alicję wiele razy, np. podczas MTV Video Music Awards w 2009 i American Music Awards. Zwykle, gdy duet wykonuje piosenkę, na ekranie pokazywane są zdjęcia Nowego Jorku.

## Informacje o singlu
Keys nagrała sequel do „Empire State of Mind” zatytułowany „Empire State of Mind (część II) Broken Down”, który pojawił się w jej czwartym albumie „The Element of Freedom”.
Muzycznie utwór opiera się na samplu ze wstępu piosenki „Love on a Two-Way Street” grupy The Moments z 1970 roku. Fragment jest przyspieszony, przez co przetransponowany o pół tonu do góry. Zwrotki i refren zbudowane są wokół tych samych akordów: F#, C#, B oraz akordu Bb poprzedzający refren.

## Krytyka
Wersja Keys została dobrze przyjęta przez krytyków i odniosła sukces komercyjny. Alicja powiedziała, że zdecydowała się na nagranie własnej wersji „Empire State of Mind”, ponieważ chciała wyrazić swoje osobiste uczucia o Nowym Jorku.

## Teledysk
W teledysku, który jest czarno-biały, Jay-Z i Keys są pokazywani podczas wykonywania piosenki w różnych miejscach Nowego Jorku.